# Monopost

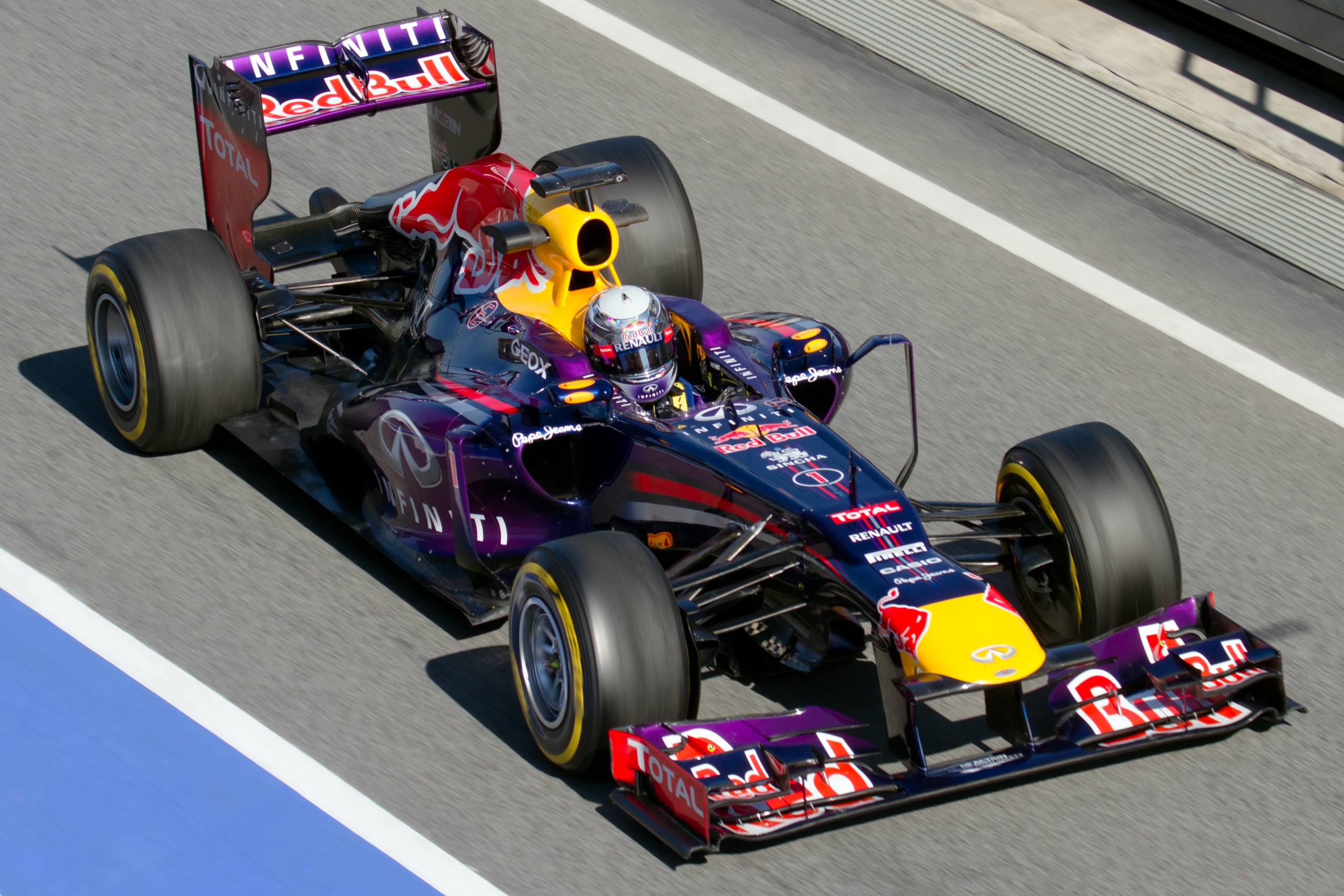
Moderní vůz formule 1

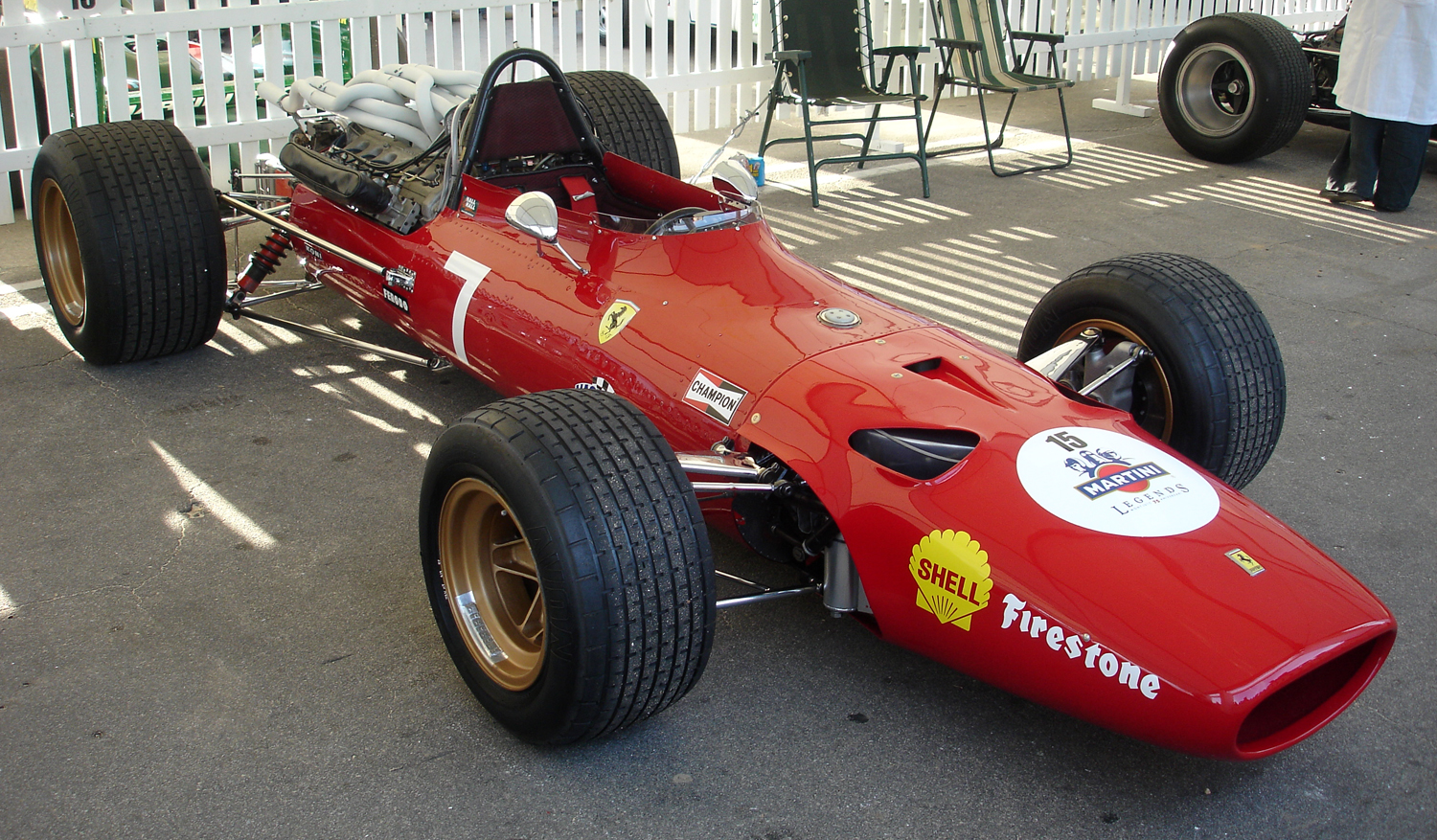
Historický vůz formule 1 z 60. let ještě bez většiny aerodynamických prvků

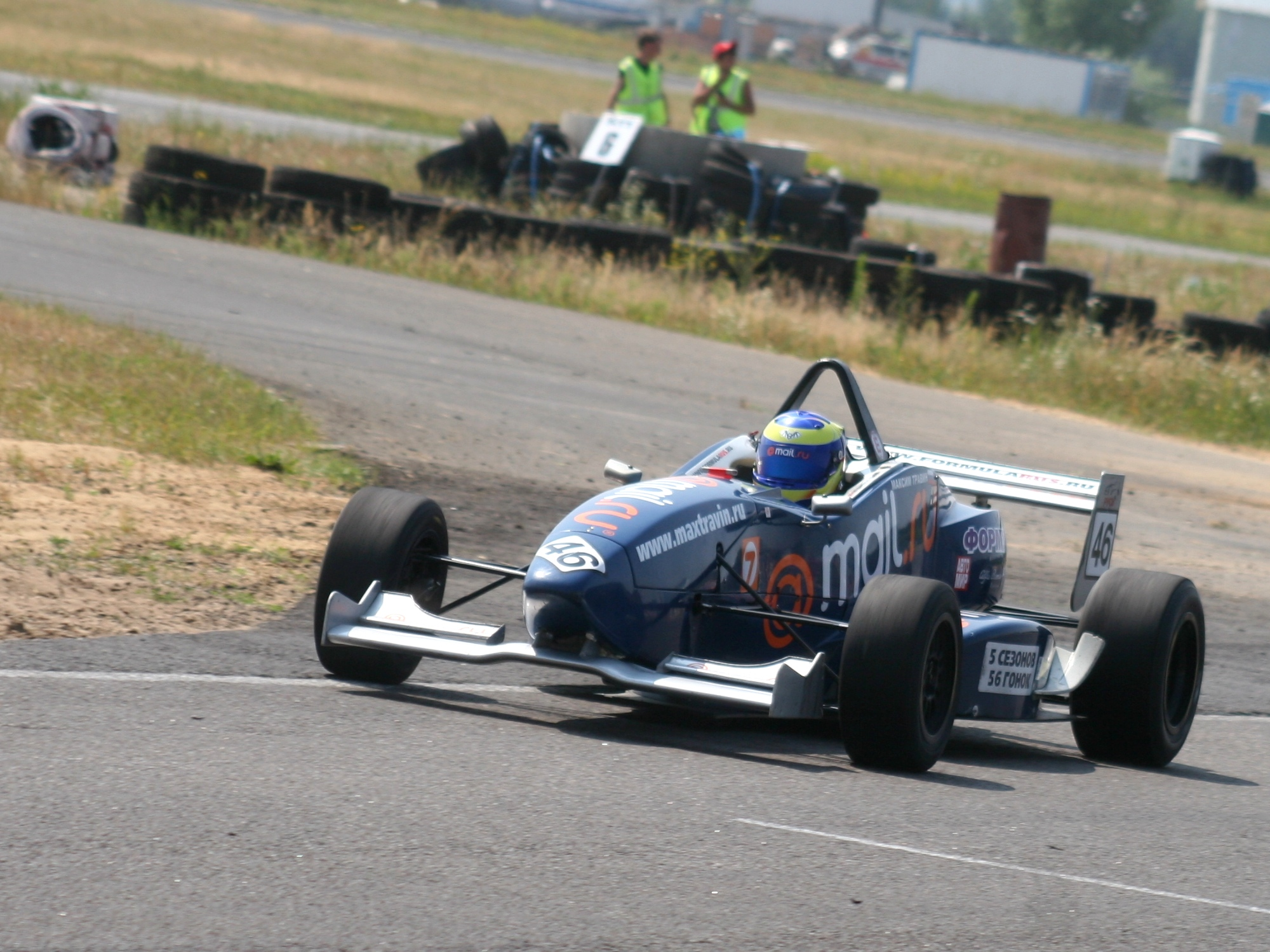
Monopost nižší kategorie (2007)

Monopost je jednomístný sportovní či závodní automobil obvykle s otevřenou kabinou a nekrytými koly. Ačkoli existují i monoposty schválené pro provoz na veřejných komunikacích, ve většině případů se jedná o vozy závodní, a to jak silniční, tak terénní.
Závodní silniční monopost se také běžně nazývá formule či formulový vůz. Toto označení pochází z přelomu 40. a 50. let, kdy FIA ustanovila („zformulovala“) nová pravidla pro závody monopostů. Výsledkem byly kategorie Formule 1, Formule 2 a Formule 3. Výraz „formule“ tedy v původním smyslu znamená něco jako „předpis pravidel“. V přeneseném významu se dnes používá jako označení pro takřka jakýkoli silniční závodní monopost. Běžně se pak používají pojmy jako „formulové vozy“, „formulové závody“, „závody formulí“ atd.
Ačkoli definici monopostu odpovídají i motokáry, obvykle do této kategorie řazeny nejsou.
Slovo monopost má původ v italském „monoposto“ znamenajícím „jednomístný“.

## Design
Moderní monoposty, ostatně jako všechny okruhové závodní automobily, jsou stavěny s ohledem na dosahování co nejlepších časů na kolo na moderních autodromech. Není u nich tedy prioritou dosahování vysokých rychlostí při jízdě v přímém směru. Jejich největší devizou je nízká váha a vysoký aerodynamický přítlak. Tyto vlastnosti jim umožňují projíždět zatáčky vysokou rychlostí, aniž by došlo ke ztrátě adheze pneumatik a následnému smyku. Díky tomu může být i relativně nevýkonný monopost na závodním okruhu rychlejší než např. výkonnější, ale těžší a méně aerodynamicky efektivní závodní cestovní či GT vůz. Vysoký aerodynamický přítlak spolu s odkrytými koly si však vybírají daň v podobě relativně vysokého aerodynamického odporu při vyšších rychlostech. Formule 1 jsou i přesto díky motorům dosahujícím výkonu okolo 540 kW (720 koňských sil) schopné dosáhnout na okruhu maximální rychlosti okolo 350 km/h. Absolutní rychlostní rekord vozu formule 1 byl zaznamenán v roce 2006, kdy monopost týmu BAR Honda dosáhl na bonnevilských solných pláních průměrné rychlosti 400 km/h s neoficiální maximální dosaženou rychlostí 413 km/h. Vůz však byl kvůli snížení aerodynamického odporu zbaven obvyklého velkého zadního spoileru.
Monoposty, coby speciální závodní automobily, se objevily ve 20. letech 20. století.
Některé existující i zaniklé seriály závodů monopostů:
- Formule 1
- Formule 2
- Formule 3
- Formule 3000
- Formule 5000
- Formule A
- Formule Ford
- Formule E
- několik kategorií dragsterů